# St. Martin (Flehingen)

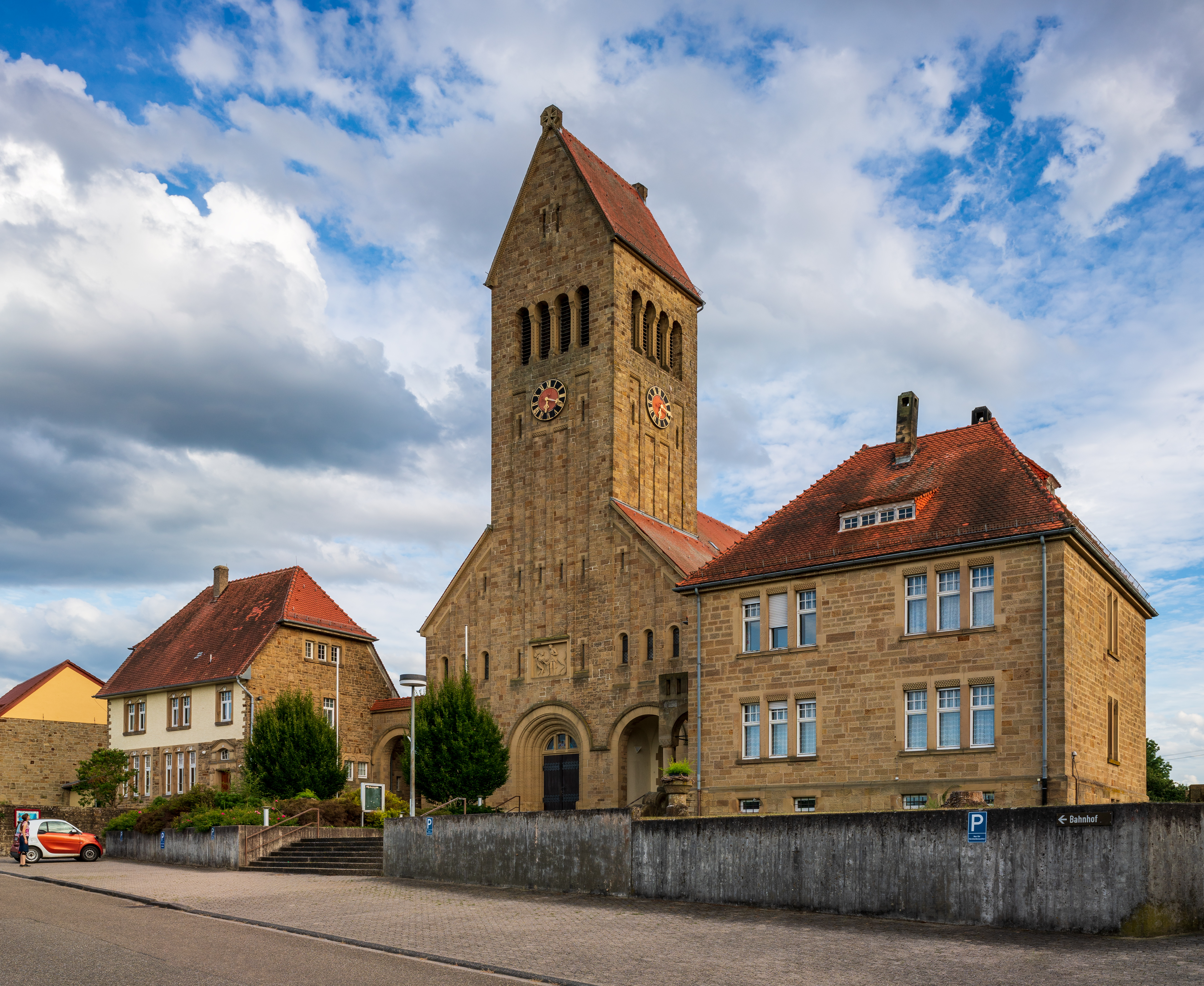
Das Gebäudeensemble um Sankt Martin: Kirche, Pfarrhaus und kath. Kindergarten

St. Martin in Flehingen, einem Ortsteil von Oberderdingen im Landkreis Karlsruhe im nördlichen Baden-Württemberg, ist eine römisch-katholische Kirche, die von 1911 bis 1913 errichtet wurde und unter Denkmalschutz steht.

## Geschichte
Die ursprüngliche St.-Martins-Kirche erklärte Graf Wolff von Metternich zur Simultankirche für beide Konfessionen.
Im Jahr 1911 begannen die Katholiken mit dem Bau ihrer eigenen Kirche St. Martin im neuromanischen Stil oberhalb des Dorfes. Der Neubau ist 40 Meter lang, 17 Meter breit und 13,7 Meter hoch. Daneben wurde das Pfarrhaus erbaut.